# 安川一
安川 一（やすかわ はじめ、1959年 - ）は、日本の社会学者である。一橋大学名誉教授。

## 略歴
- 1982年　埼玉大学教養学部教養学科卒業
- 1984年　一橋大学大学院社会学研究科博士前期課程修了
- 1987年　一橋大学大学院社会学研究科博士後期課程単位取得退学、指導教官佐藤毅[1]
- 1987年　亜細亜大学経済学部専任講師
- 1990年　亜細亜大学経済学部助教授
- 1994年　亜細亜大学国際関係学部助教授
- 1996年　一橋大学社会学部助教授
- 1997年　一橋大学大学院社会学研究科助教授
- 2002年　一橋大学大学院社会学研究科教授
- 2010年　国立大学法人一橋大学役員補佐
- 2016年　一橋大学大学院社会学研究科長
- 2022年　一橋大学大学院社会学研究科特任教授、一橋大学名誉教授[2]

## 著書

### 単著
- 「G.H.ミード「社会心理学」の性格と課題　―社会的実践と社会心理学」社会学評論、36/2、1985年
- 「G.H.ミードの社会理論におけるホワイトヘッド自然哲学」一橋論叢、93/5、1985年
- 「会話と自己　―相互行為のフレイム分析：ノート」、亜細亜大学国際関係紀要、1/1, 1991年
- 「ジェンダー感性のリアリティ構成　―E・ゴッフマンにみるジェンダーのテーマ」、亜細亜大学経済学紀要、15/1、1990年
- 「リアリティの外見　―相互行為とアイデンティティのフレイム」、亜細亜大学経済学紀要、13/3、1989年
- 「相互行為の演技と儀礼　―ゴッフマンの初期著作を素材として」、亜細亜大学経済学紀要、13/1、1988年
- 「ネットワーク」、『マス・コミュニケーション研究』通巻50号、1997年
- 「マンガの語られ方　ヴィジュアルをめぐる困惑」、林進編『メディア社会の現在』、学文社、1994年
- 「若者／子どもとメディア　その問題性をめぐって」、田村穣生・鶴木眞編『メディアと情報のマトリックス』、弘文堂、1995年
- 「ヴィジュアル表現の社会学へ （上） "ヴィジュアル"の"わかりづらさ"」、言語 27(8), 10-16, 1998年
- 「ヴィジュアル表現の社会学へ （中） "わかりやすさ"の陥穽」、言語 27(9), 10-15, 1998年
- 「ヴィジュアル表現の社会学へ　（下） ヴィジュアル文化の読み解き方」、言語 27(10), 10-15, 1998年
- 「サイバースペースへのアプローチ  CMCをどう思考するか」、一橋論叢 120(4), 586-598, 1998年
- 「生活世界の情報化」、児島和人編『講座社会学8　社会情報』、東京大学出版会、1999年
- 「視的経験を社会学するために」、社会学評論 60(1), 57-72, 2009年

### 共著
- 『現代メディア論』、新曜社、1987年
- 『日常生活と社会理論　―社会学の視点』、慶應通信、1987年
- 『ジェンダーの社会学　―女たち/男たちの世界』、新曜社、1989年
- 『ゴフマン世界の再構成　―共在の技法と秩序』、世界思想社、1991年
- 『メディアの現在形』、新曜社、1993年
- 『感情の社会学　エモーション・コンシャスな時代』、世界思想社、1997年
- 「日本におけるインターネット上での電子出版を取り巻く環境」（共著）、マス・コミュニケーション研究 (56), 251-252, 2000年
- 「テレビ視聴行動理論化のために」（共著）、マス・コミュニケーション研究 (57), 184-185, 2000年

## 研究内容
- 理論社会学（ミクロ社会学）
- 視覚社会学
- コミュニケーション論